# Lužan Biškupečki
Lužan Biškupečki es una localidad de Croacia situada en el municipio de Gornji Kneginec, en el condado de Varaždin. Según el censo de 2021, tiene una población de 356 habitantes.

## Demografía
| Gráfica de población de Lužan Biškupečki 1900-2021                 |
|                                                                    |
| Según los censos de población de la Oficina de Estadísticas Croata |